# 瓦讷围城战 (1342年)
瓦讷围城战（英語：sieges of Vannes）是布列塔尼繼承戰爭期間，發生於1342年間布列塔尼公國城鎮瓦訥的四次圍城戰之統稱。當時兩位公爵繼承人，親英派的让·德·蒙福尔和親法派的夏尔·德·布卢瓦為公爵繼承權爆發內戰。這一系列的戰役對瓦訥及其週邊田野造成毀滅性的損害。最後在1343年1月，雙方簽訂马莱特鲁瓦停戰協議，在教宗克勉六世的呼籲下，親法派得以延續對瓦訥的統治。但瓦訥最終還是在1343年9月歸入親英派統治，直到1365年戰爭結束。

## 背景
布列塔尼公爵约翰三世於1341年4月30日去世，但沒有留下繼承人或遺囑。公爵姪女龐蒂埃夫勒的讓娜的丈夫夏尔·德·布卢瓦以及公爵同父異母的兄弟让·德·蒙福尔都宣稱擁有公國繼承權，因而爆發內戰。
同一時期，英法百年戰爭正如火如荼的展開，英格蘭王國和法蘭西王國亟欲利用公國內戰進行代理戰爭。让·德·蒙福尔意識到法王腓力六世將會支持夏尔·德·布卢瓦，因此搶先佔領利摩日的公爵宅邸並移居南特，要脅布列塔尼的貴族承認他為公爵，然而貴族們沒有屈服。蒙福爾因此從1341年6月1日開始周遊公國，確保對重要據點的控制，其中瓦訥向其宣示效忠。

## 圍城戰

### 第一次围攻

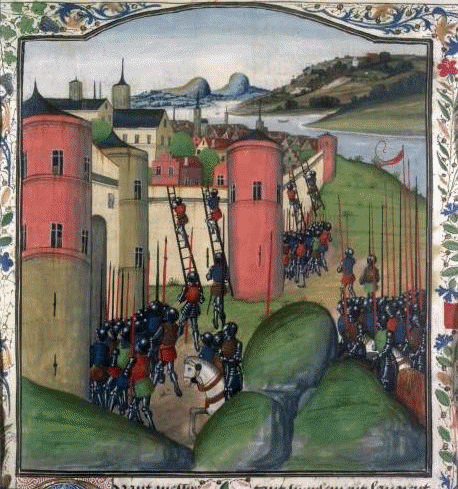
1342年瓦讷第一次的圍城。（讓·德·瓦夫蘭繪）

1342年初，夏尔·德·布卢瓦抵達瓦訥城下，洗劫並摧毀城外的部分郊區。瓦那市議會開始談判，最後向布盧瓦投降。由於瓦訥總督马莱特鲁瓦的若弗魯瓦（Geoffrey of Malestroit）曾支持蒙福爾派，在夏爾進城時逃到了埃讷邦，停留五天後返回卡赖。

### 第二次围攻

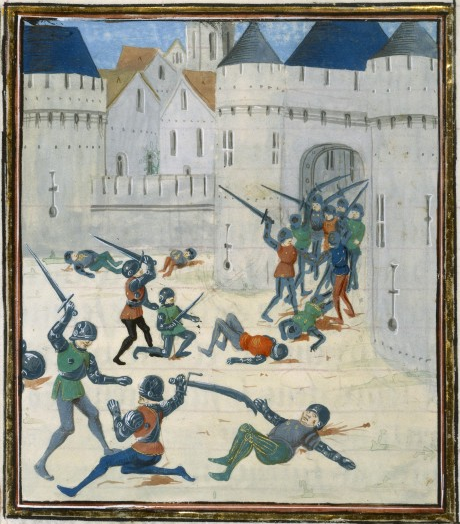
第二次围城战

10月，阿图瓦的羅貝爾三世率领约10,000名士兵抵达瓦讷地区。同时，蒙福爾的妻子法蘭德斯的喬安娜在沃特·曼尼、卡杜达尔的纪尧姆（Guillaume of Cadoudal）、伊夫·德·崔西圭迪（Yves de Trésiguidy）、一百名披甲戰士與一百名弓箭手的陪同下離開埃讷邦，前往增援羅貝爾的軍隊。
羅貝爾、沃特、伊弗的軍隊從三面對瓦訥城牆發起進攻，在守將奥利维尔四世的抵抗下被迫撤退。入夜後，羅貝爾和索尔兹伯里伯爵威廉·蒙塔古，在兩座城門前堆起火堆，吸引城內守軍注意。同時，沃特·曼尼和昆福伯爵（Count of Quenfort）率領一小隊人馬襲擊被守軍遺棄的一段城牆。入侵部隊大聲喧嘩使守軍陷入混亂，在兩面夾擊下，城市再度被蒙福爾派控制。除了一部份守軍逃脫外，其餘皆遭到殺害。

### 第三次围攻

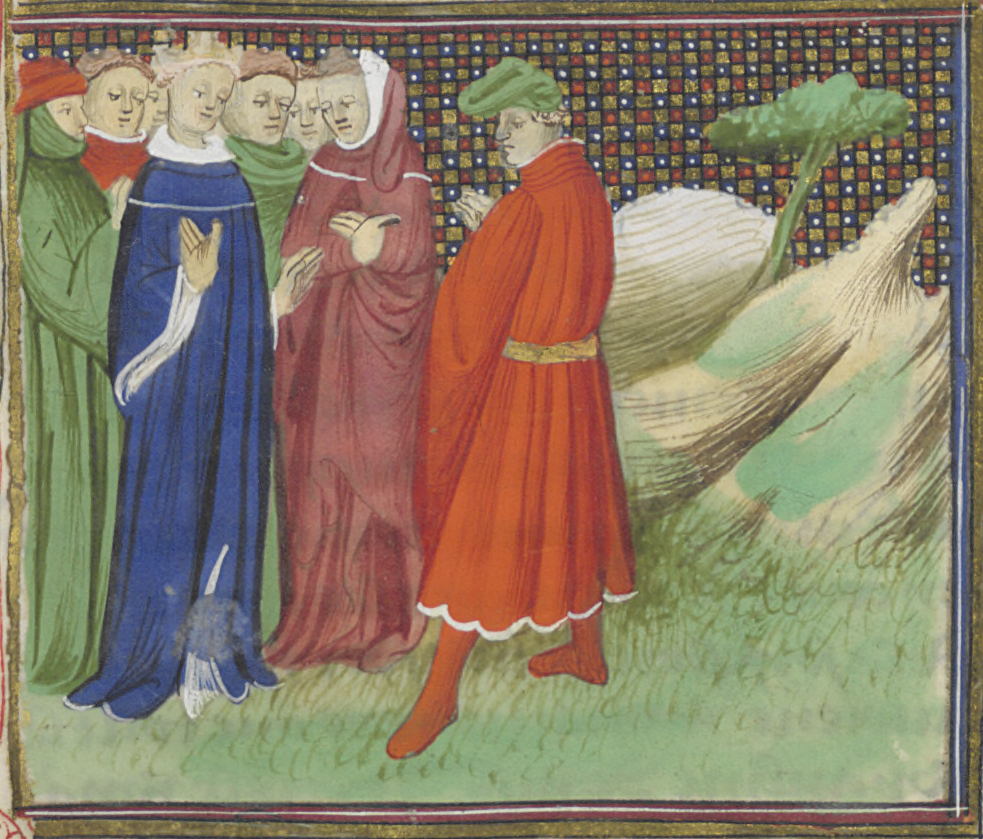
英王爱德华三世和阿圖瓦的羅貝爾三世

瓦訥被攻陷時，奧利維埃四世並不在場，他对这次失败感到非常愤怒。他在11月召集了約12,600名士兵加上布列塔尼元帅羅貝爾二世·德·博曼瓦（Robert II of Beaumanoir）的軍隊向瓦訥進發。阿圖瓦的羅貝爾沒有時間召集援軍，只能依靠剩餘的兵力守城。然而守軍來不及修復前次圍城戰的城牆破口，布盧瓦派的軍隊再度攻陷瓦訥，城鎮又一次被洗劫。阿圖瓦的羅貝爾在戰鬥中負傷，之後他返回倫敦療傷，但不久便去世。 

### 第四次圍攻
英王爱德华三世得知瓦讷沦陷后，决定为阿圖瓦的羅貝爾復仇。他率軍親征布列塔尼並同時围攻雷恩、瓦讷和南特等三座城市。
与此同时，法蘭西海軍上將路易·德·拉切爾達和安托尼奧·多利亞率領一百艘加來槳帆船和三十艘船隻襲擊英軍運送武器和物資的艦隊。愛德華三世在損失一些運輸船後決定解散艦隊，將一部份船隻派往布雷斯特，另一部份前往埃讷邦。
第四次圍城戰在1342年12月5日爆發，英軍將所有戰力全部集中於這場戰役上。英王在寫給他的兒子黑太子爱德华的信上提到：「（瓦訥是）繼南特之後布列塔尼最好的城市，......，靠海且固若金湯。」
同时，法王腓力六世集结了一支五万人的军队，由他的長子諾曼地公爵讓指挥。这支军队進入布列塔尼并在普洛埃梅勒附近駐紮。

### 教宗介入
為了避免英法兩軍正面對抗，教宗克勉六世派遣兩名使節進行干預。他們在1343年1月19日簽訂為期三年的馬萊特魯瓦和約。瓦訥之圍隨即解除，城市暫時交由教宗使節代管。法王腓力六世根據孔夫蘭詔令處理公爵繼承問題，結果有利於夏爾·德·布卢瓦。因此教宗使節隨後將城市歸還給法王。然而瓦訥居民和當地教士卻更忠於蒙福爾派，在和約簽訂數個月後驅逐教宗使節，蒙福爾派在1343年9月再度佔領瓦訥。這座城鎮在接下來20年由親英派的統治，直到1365年簽訂蓋朗德條約為止。

## 影響

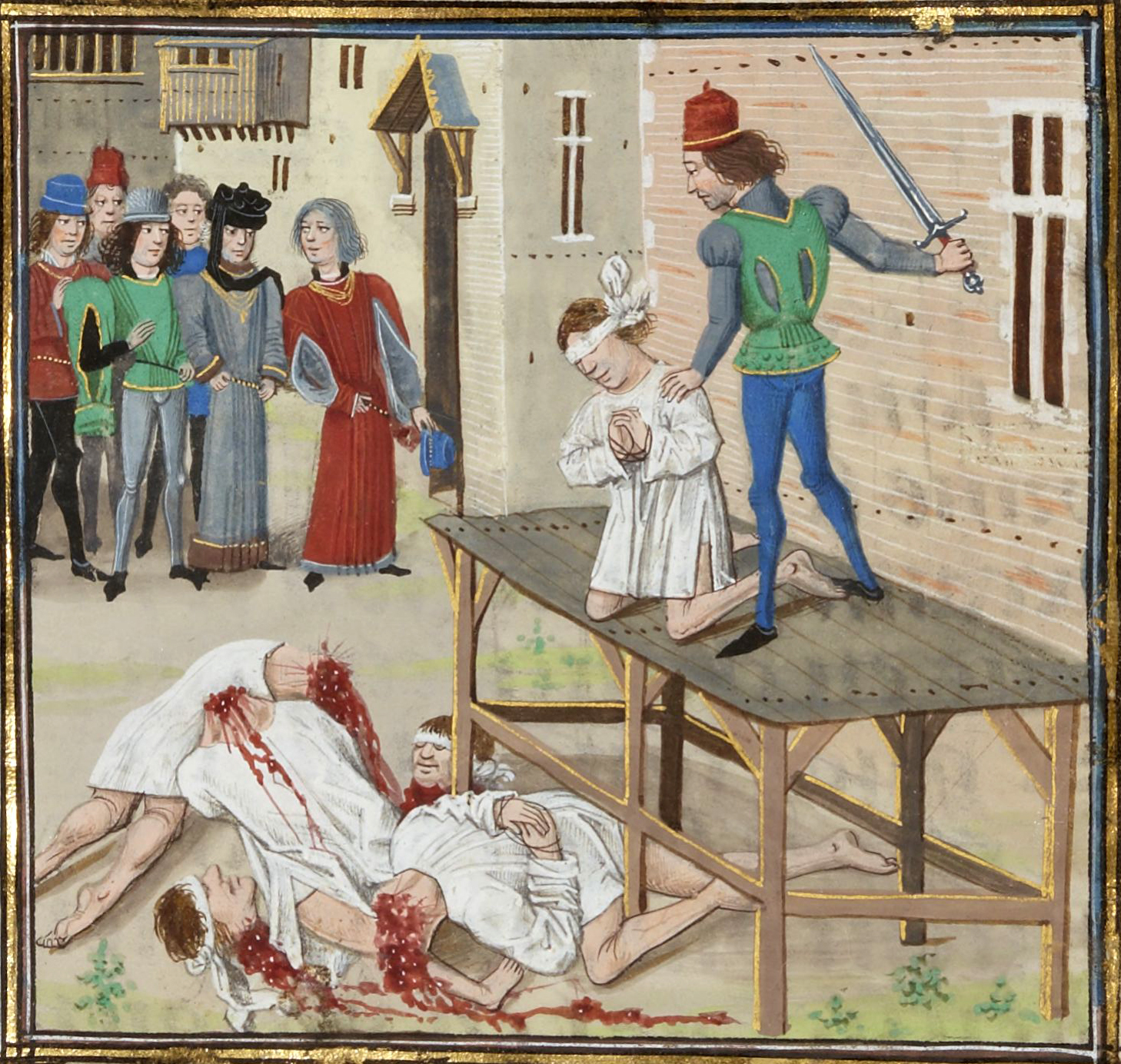
奧利維埃四世遭處決。

布盧瓦派的瓦訥指揮官奧利維埃四世在英軍接管城市時被俘虜，被帶回英格蘭囚禁。英方只要求了相對少量的贖金便釋放奧利維埃，然而這個舉措使法蘭西宮廷懷疑奧利維埃內通英王。奧利維埃因此被以叛國罪傳喚至巴黎，並在1343年8月2日處決。由於這是在國王的命令下倉促執行，並未經過有系統的審判程序，結果引發了貴族的不滿。奥利维埃四世的遗孀让娜·德·贝尔维尔敦促他的兩個兒子奧利維埃五世和紀堯姆為父報仇，受到許多布列塔尼貴族支持。他們組織軍隊對布盧瓦派進行騷擾。讓娜同時指揮船隊對法蘭西船隻進行劫掠，但遭到法蘭西海軍截擊而失敗。讓娜和兩個兒子逃脫後受到蒙福爾派保護。

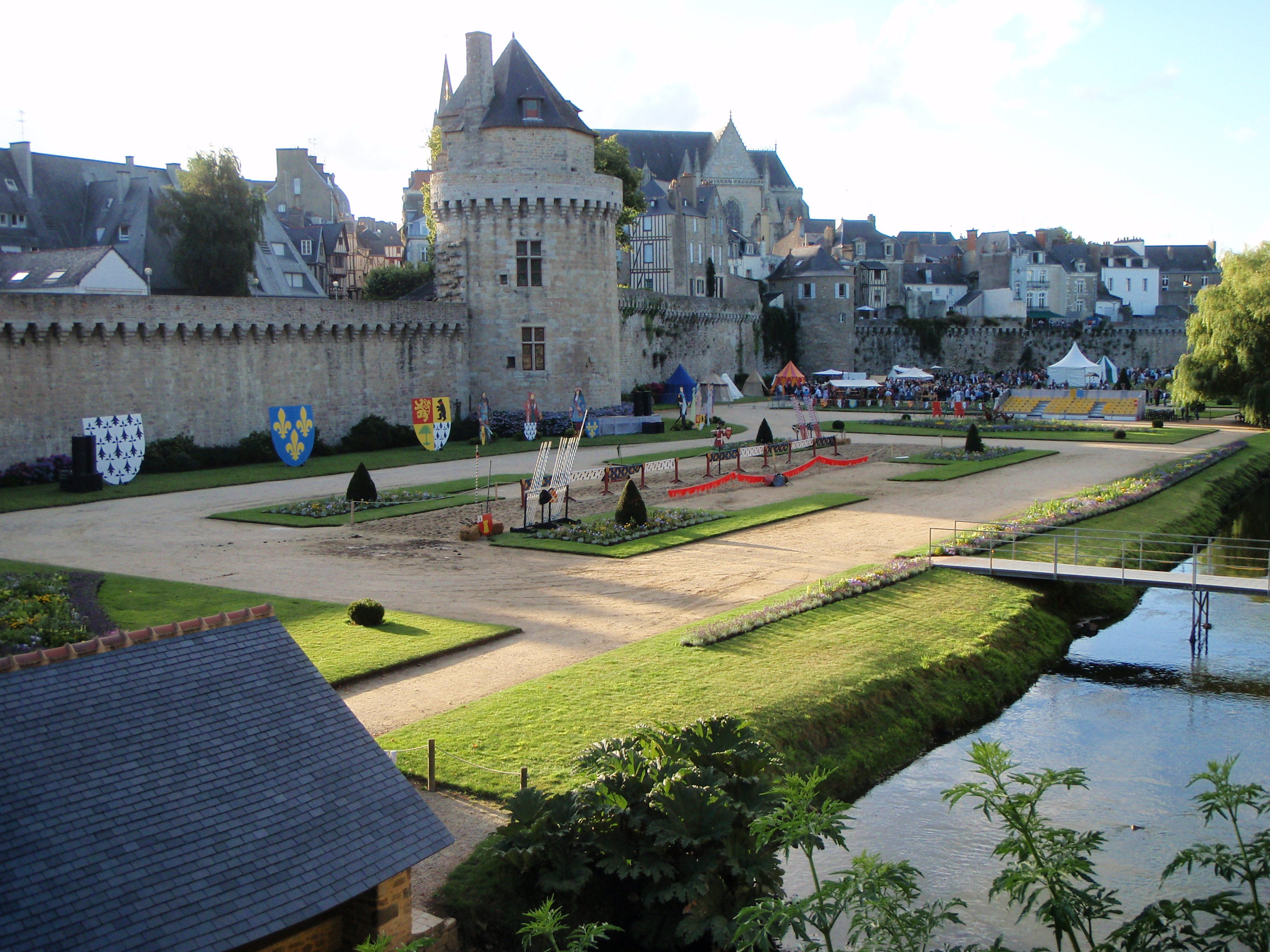
瓦訥東側第二層城牆

自1365年以來，在公爵约翰四世的治理下，瓦讷逐漸恢復繁榮。然而遭到戰爭摧殘的城市百廢待興。公爵决定重建被毁坏的城墙，修缮大门，并向南扩建城墙至港口，使得城牆內的面積擴大一倍。由於瓦訥的地理位置相比雷恩或南特等城市更接近公國中心，公爵在此興建城堡作為居城。1379年公爵自流放歸來後，瓦訥成為布列塔尼公國的權力核心長達數十年之久。